# Elvira Orphée

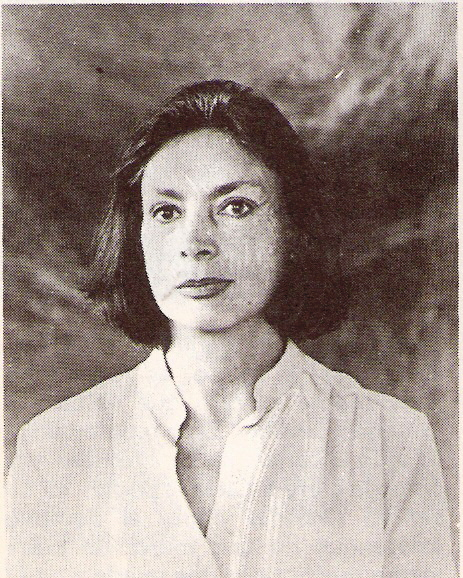
Elvira Orphée, Juni 1981

Elvira Orphée (* 29. Mai 1922 in San Miguel de Tucumán; † 26. April 2018) war eine argentinische Schriftstellerin.

## Werdegang
Orphée kam als Jugendliche nach Buenos Aires und studierte an der dortigen Universität Literaturwissenschaft.
Sie heiratete den Maler Miguel Ocampo, mit dem sie drei Töchter hatte. 1956 wurde ihr Ehemann von Eduardo Lonardi in den diplomatischen Dienst berufen und nach Rom entsandt. Sie begleitete ihn und machte dort schon bald die Bekanntschaft mit Italo Calvino, Elsa Morante und Alberto Moravia. 1959 kehrte sie mit ihrem Ehemann nach Argentinien zurück. 1961 begleitete sie ihren Ehemann für fünf Jahre nach Paris.
Bereits 1956 konnte Orphée mit ihrem Erstlingsroman „Dos veranos“ sehr erfolgreich debütieren.

## Werke (Auswahl)
Romane
- Aire tan dulce. Editorial Sudamericana, Buenos Aires 1966.
- Dos veranos. Buenos Aires 1956.
- En el fondo. Editorial Galerna, Buenos Aires 1969.
- Su demonio preferido. Emecé Editores, Buenos Aires 1973.
- La muerte y los desencuentros. Fraterna Editores, Buenos Aires 1989, ISBN 950-714-002-6.
- La última conquista de El Ángel. Vergara, Buenos Aires 1984, ISBN 950-15-0361-5.
- Uno. General Fabril Editora, Buenos Aires 1961.

Erzählungen
- Ciego del cielo. Emecé Editores, Buenos Aires 1991, ISBN 950-04-1016-8.
- Las viejas fantasiosas. Emecé Editores, Buenos Aires 1981.

## Ehrungen
- 1967 - 2. Premio Municipal für ihren Roman „Aire tan dulce“.
- 1969 - 1. Premio Municipal für ihren Roman „En el fondo“.